# Frantz Gilles
Frantz Gilles   (Léogâne, 1 de novembre de 1977) és un futbolista haitià de la dècada de 2000.
Fou internacional amb la selecció d'Haití.
Pel que fa a clubs, destacà a Cavaly AS.